# Рожное
Рожное (бел. Ражное) — деревня в Дрогичинском районе Брестской области Белоруссии. Входит в состав Радостовского сельсовета.

## География
Деревня находится в южной части Брестской области, при автодороге Н-632, на расстоянии приблизительно 28 километров (по прямой) к юго-западу от города Дрогичина, административного центра района. Абсолютная высота — 146 метров над уровнем моря. Площадь населённого пункта — 1,1333 км².

## История
Возникла в 1956—1958 годах.

## Население
По данным переписи 2019 года, в деревне проживало 65 человек.
| Год  | Население, человек |
| ---- | ------------------ |
| 1960 | 167                |
| 1970 | ↗ 292              |
| 1995 | ↘ 235              |
| 2005 | ↘ 156              |
| 2009 | ↘ 132              |
| 2019 | ↘ 65               |